# Ipidecla euprepes
Ipidecla euprepes är en fjärilsart som beskrevs av Hayward 1940. Ipidecla euprepes ingår i släktet Ipidecla och familjen juvelvingar. Inga underarter finns listade i Catalogue of Life.